# Hans-Peter Lindstrøm

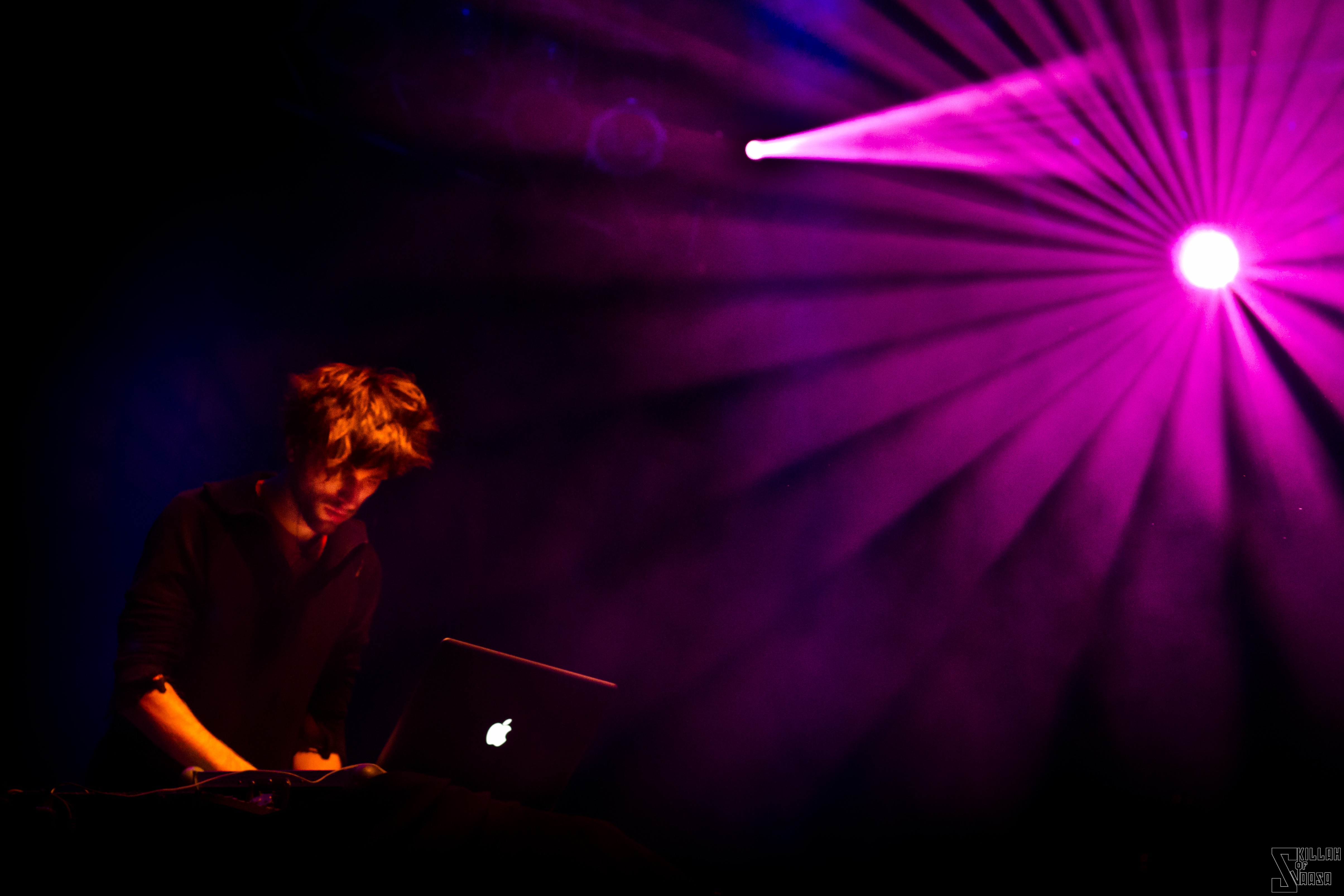
Hans-Peter Lindstrom (2011)

Hans-Peter Lindstrøm (* 16. Februar 1973 in Stavanger) ist ein norwegischer Musiker, DJ, Musikproduzent und Labelbetreiber. 

## Leben
Hans-Peter Lindstrøm musizierte in seiner Heimatstadt Stavanger zunächst in verschiedenen Bands, bevor er ab 1999 zunächst unter dem Pseudonym Slow Supreme elektronische Musik produziert. 2002 erschien sein Debütalbum Music Under Pressure auf Jazid Collective. Ab dem Jahr 2003 folgten erste Produktionen unter dem Namen Lindstrøm. International bekannt wurde er 2005 durch den Clubhit I Feel Space, der zunächst auf Lindstrøms eigenem Label Feedelity erschien und später von Playhouse lizenziert und mit einem Remix von M.A.N.D.Y. neu veröffentlicht wurde. Im gleichen Jahr erschien das Debütalbum des gemeinsamen Projekts mit Prins Thomas.
Nach einem Compilation- und einem Remix-Album folgt 2009 das zweite Album des Projekts Lindstrøm & Prins Thomas. Im gleichen Jahr nahm Lindstrøm mit der Sängerin Christabelle ein Album auf. 2015 veröffentlichte Lindstrøm in Zusammenarbeit mit Todd Rundgren und Emil Nikolaisen das Album Runddans.

## Diskografie (Auswahl)
Alben
- 2002: Slow Supreme – Music Under Pressure (Jazid Collective)
- 2005: Lindstrøm & Prins Thomas – Lindstrøm & Prins Thomas (Eskimo Recordings)
- 2006: Lindstrøm – It's A Feedelity Affair (Smalltown Supersound; Compilation-Album)
- 2007: Lindstrøm & Prins Thomas – Reinterpretations (Eskimo Recordings)
- 2008: Lindstrøm – Where You Go I Go Too (Smalltown Supersound)
- 2009: Lindstrøm & Prins Thomas – II (Eskimo Recordings)
- 2009: Lindstrøm & Christabelle – Real Life Is No Cool (Feedelity)
- 2012: Lindstrøm – Six Cups Of Rebel (Feedelity)
- 2012: Lindstrøm – Smalhans (Smalltown Supersound)
- 2015: Todd Rundgren, Emil Nikolaisen & Hans-Peter Lindstrøm – Runddans (Smalltown Supersound)
- 2017: Lindstrøm – It′s Alright Between Us As It Is (Smalltown Supersound)
- 2019: Lindstrøm – On A Clear Day I Can See You Forever (Smalltown Supersound)
- 2020: Lindstrøm & Prins Thomas – III (Smalltown Supersound)